# Canton de Tarare
Le canton de Tarare est une circonscription électorale française située dans le département du Rhône, en région Auvergne-Rhône-Alpes.

## Histoire
À la suite du redécoupage cantonal de 2014, les limites territoriales du canton sont modifiées par un décret du 27 février 2014, art. 8. 
À partir des élections départementales de mars 2015, le nombre de communes du canton passe de 16 à 21.

## Représentation

### Conseillers généraux de 1833 à 2015
| Période | Période          | Identité                         | Étiquette                           | Qualité |
| ------- | ---------------- | -------------------------------- | ----------------------------------- | --- |
| 1833    | 1839 (décès)     | Jean-Marie Matagrin (1764-1839)  |                                     | Fabricant (marchand drapier) maire de Tarare (1792-1795 et 1818-1825) |
| 1839    | 1848             | André Jacques Orsel aîné         |                                     | Propriétaire-rentier à Tarare Membre de la commission administrative des prisons à Lyon                                                                                           |
| 1848    | 1877             | Marquis Jean d'Albon (1803-1878) | Droite                              | Propriétaire du château d'Avauges, maire de Saint-Romain-de-Popey (1840-1877) |
| 1877    | 1879 (démission) | Alexandre Chabot                 | Républicain Radical                 | Propriétaire à Saint-Romain-de-Popey, conseiller d'arrondissement Démissionne pour raisons de santé                                                                               |
| 1879    | 1882 (démission) | Nicolas-Marie Sève               |                                     | Maire de Tarare Nommé percepteur à Veyre |
| 1882    | 1901             | Louis Sonnery-Martin             | Républicain Libéral Constitutionnel | Manufacturier Député (1893-1898) |
| 1901    | 1924 (décès)     | Eugène Ruffier                   | Républicain                         | Avocat, conseiller d'arrondissement, propriétaire à Tarare et à Lyon Sénateur (1920-1924)                                                                                         |
| 1924    | 1925             | Jean-Marie Froget                | Rad.                                | Industriel et Propriétaire à Tarare Sénateur (1936-1942) Maire de Tarare |
| 1925    | 1931             | Pierre Thévenet                  | URD                                 | Propriétaire à Tarare |
| 1931    | 1940             | Jules Maire                      | URD puis PDP                        | Journaliste Maire de Saint-Marcel-l'Eclairé, conseiller d'arrondissement Membre de la Commission administrative départementale (1941-1942) Nommé conseiller départemental en 1942 |
|         |                  |                                  |                                     | |
| 1945    | 1982             | Joseph Rivière                   | MRP puis app. UDR puis RPR          | Instituteur Député (1958-1967 et 1968-1973) Maire de Tarare (1945-1971) |
| 1982    | 2008             | Maurice Pouilly (1937-2020)      | UDF-PR                              | Géomètre Maire de Saint-Loup (1971-2008) Président de la communauté de communes du Pays de Tarare                                                                                 |
| 2008    | 2015             | Jacques Larrochette              | FED-UDI                             | Chef d'entreprise Maire de Saint-Forgeux (1989-2014) |

#### Résultats électoraux détaillés
- Élections cantonales de 2001 : Maurice Pouilly (UDF) est élu au 1er tour avec 53,58 % des suffrages exprimés, devant Marc Appriou (PRG) (26,71 %), Hervé de Penfentenyo (FN) (10,55 %) et Régis Chaduiron (PCF) (5,69 %). Le taux de participation est de 64,06 % (9 122 votants sur 14 239 inscrits)[14].
- Élections cantonales de 2008 : Jacques Larrochette   (Divers droite) est élu au 2e tour avec 58,64 % des suffrages exprimés, devant Thomas  Chadoeuf  (PRG) (41,36 %). Le taux de participation est de 52,06 % (8 085 votants sur 15 530 inscrits)[15].

### Conseillers d'arrondissement (de 1833 à 1940)
| Période                                  | Période      | Identité                                      | Étiquette          | Qualité |
| ---------------------------------------- | ------------ | --------------------------------------------- | ------------------ | --- |
| 1833                                     | 1848         | Pierre César Bonnefond de Varinay (1785-1859) |                    | Négociant et manufacturier, maire de Tarare (1832-1840)                                                     |
|                                          |              |                                               |                    | |
| 1873                                     | 1877         | M. Delorme-Bedin                              |                    | Propriétaire à Saint-Romain-de-Popey                                                                        |
| 1877                                     | 1883         | Nicolas Marie Sève fils                       | Républicain        | Maire (révoqué) de Tarare                                                                                   |
| 1883                                     | 1895         | Jean Claude Prothière                         | Conservateur       | Pharmacien, maire de Tarare, propriétaire à Saint-Clément-sur-Valsonne                                      |
| 1895                                     | 1901         | Eugène Ruffier                                | Républicain        | Avocat, propriétaire à Tarare et à Lyon                                                                     |
| 1901                                     | 1908 (décès) | Jules Victor Poisat (1862-1908)               | Républicain        | Pharmacien à Tarare                                                                                         |
| 20 Déc. 1908                             | 1919         | M. Pousset                                    | Libéral            | |
| 1919                                     | 1928         | Victor Girin (1859-1932)                      | Républicain        | Fabricant de mousseline, négociant à Tarare                                                                 |
| 1928                                     | 1931         | Jules Maire                                   | Républicain        | Directeur du "Petit Montagnard", propriétaire à Saint-Marcel-l'Eclairé                                      |
| 1931                                     | 1940         | Émile Daurière                                | Républicain modéré | Industriel à Tarare, nommé adjoint au maire en 1941                                                         |
| 1940                                     |              |                                               |                    | Les conseils d'arrondissement ont été suspendus par la loi du 12 octobre 1940 et n'ont jamais été réactivés |
| Les données manquantes sont à compléter. |              |                                               |                    | |

### Conseillers départementaux à partir de 2015
| Période élective | Période élective | Mandat | Mandat   | Identité        | Nuance | Nuance | Qualité                                              |
| ---------------- | ---------------- | ------ | -------- | --------------- | ------ | ------ | ---------------------------------------------------- |
| 2015             | 2021             | 2015   | 2021     | Annick Guinot   |        | DVD    | Fonctionnaire, maire des Sauvages depuis 2008        |
| 2015             | 2021             | 2015   | 2021     | Bruno Peylachon |        | LR     | Ancien chef d'entreprise Maire de Tarare depuis 2014 |
| 2021             | 2028             | 2021   | en cours | Annick Lafay    |        | DVD    | Conseillère sortante                                 |
| 2021             | 2028             | 2021   | en cours | Bruno Peylachon |        | LR     | Conseiller sortant                                   |

### Résultats détaillés

#### Élections de mars 2015
À l'issue du 1er tour des élections départementales de 2015, deux binômes sont en ballottage : Annick Guinot et Bruno Peylachon (Union de la Droite, 43,67 %) et Jean-Marc Chevillard et Isabelle Coquard (FN, 31,53 %). Le taux de participation est de 47,52 % (9 287 votants sur 19 542 inscrits) contre 48,95 % au niveau départemental et 50,17 % au niveau national.
Au second tour, Annick Guinot et Bruno Peylachon (Union de la Droite) sont élus avec 64,63 % des suffrages exprimés et un taux de participation de 47,39 % (5 456 voix pour 9 259 votants et 19 539 inscrits).

#### Élections de juin 2021
Le premier tour des élections départementales de 2021 est marqué par un très faible taux de participation (33,26 % au niveau national). Dans le canton de Tarare, ce taux de participation est de 30,77 % (6 189 votants sur 20 111 inscrits) contre 32,35 % au niveau départemental. À l'issue de ce premier tour, deux binômes sont en ballottage : Annick Lafay et Bruno Peylachon (Union à droite, 62,82 %) et Éric Bouhana et Kristin Zimmerman (Union à gauche avec des écologistes, 20,99 %).
Le second tour des élections est marqué une nouvelle fois par une abstention massive équivalente au premier tour. Les taux de participation sont de 34,36 % au niveau national, 33,07 % dans le département et 31,36 % dans le canton de Tarare. Annick Lafay et Bruno Peylachon (Union à droite) sont élus avec 76,67 % des suffrages exprimés (4 611 voix pour 6 309 votants et 20 118 inscrits),,. 

## Composition

### Composition avant 2015
Le canton comprenait 16 communes.
| Nom                        | Code Insee | Codepostal | Superficie (km2) | Population (dernière pop. légale) | Densité (hab./km2) |
| -------------------------- | ---------- | ---------- | ---------------- | --------------------------------- | ------------------ |
| Tarare (chef-lieu)         | 69243      | 69170      | 13,99            | 10 401 (2012)                     | 743                |
| Affoux                     | 69001      | 69170      | 10,65            | 340 (2012)                        | 32                 |
| Ancy                       | 69008      | 69490      | 11,84            | 597 (2012)                        | 50                 |
| Dareizé                    | 69073      | 69490      | 6,71             | 445 (2012)                        | 66                 |
| Dième                      | 69075      | 69170      | 9,05             | 202 (2012)                        | 22                 |
| Joux                       | 69102      | 69170      | 25,18            | 650 (2012)                        | 26                 |
| Les Olmes                  | 69147      | 69490      | 2,78             | 791 (2012)                        | 285                |
| Les Sauvages               | 69174      | 69170      | 12,55            | 656 (2012)                        | 52                 |
| Pontcharra-sur-Turdine     | 69157      | 69490      | 4,73             | 2 517 (2012)                      | 532                |
| Saint-Appolinaire          | 69181      | 69170      | 5,73             | 181 (2012)                        | 32                 |
| Saint-Clément-sur-Valsonne | 69188      | 69170      | 14,51            | 780 (2012)                        | 54                 |
| Saint-Forgeux              | 69200      | 69490      | 22,27            | 1 468 (2012)                      | 66                 |
| Saint-Loup                 | 69223      | 69490      | 9,65             | 975 (2012)                        | 101                |
| Saint-Marcel-l'Éclairé     | 69225      | 69170      | 11,88            | 523 (2012)                        | 44                 |
| Saint-Romain-de-Popey      | 69234      | 69490      | 17,02            | 1 430 (2012)                      | 84                 |
| Valsonne                   | 69254      | 69170      | 18,25            | 889 (2012)                        | 49                 |

### Composition depuis 2015
Lors du redécoupage de 2014, le canton de Tarare comprenait vingt-et-une communes entières.
À la suite de la création de la commune nouvelle de Vindry-sur-Turdine au 1er janvier 2019, le canton comprend désormais dix-huit communes entières.
| Nom                            | Code Insee | Intercommunalité         | Superficie (km2) | Population (dernière pop. légale) | Densité (hab./km2) | Modifier                                    |
| ------------------------------ | ---------- | ------------------------ | ---------------- | --------------------------------- | ------------------ | ------------------------------------------- |
| Tarare (bureau centralisateur) | 69243      | CA de l'Ouest Rhodanien  | 13,99            | 10 881 (2022)                     | 778                | modifier les données · modifier les données |
| Affoux                         | 69001      | CA de l'Ouest Rhodanien  | 10,65            | 397 (2022)                        | 37                 | modifier les données · modifier les données |
| Ancy                           | 69008      | CA de l'Ouest Rhodanien  | 11,84            | 674 (2022)                        | 57                 | modifier les données · modifier les données |
| Chambost-Allières              | 69037      | CA de l'Ouest Rhodanien  | 14,14            | 819 (2022)                        | 58                 | modifier les données · modifier les données |
| Dième                          | 69075      | CA de l'Ouest Rhodanien  | 9,05             | 196 (2022)                        | 22                 | modifier les données · modifier les données |
| Grandris                       | 69093      | CA de l'Ouest Rhodanien  | 15,22            | 1 212 (2022)                      | 80                 | modifier les données · modifier les données |
| Joux                           | 69102      | CA de l'Ouest Rhodanien  | 25,18            | 753 (2022)                        | 30                 | modifier les données · modifier les données |
| Lamure-sur-Azergues            | 69107      | CA de l'Ouest Rhodanien  | 15,61            | 1 051 (2022)                      | 67                 | modifier les données · modifier les données |
| Saint-Appolinaire              | 69181      | CA de l'Ouest Rhodanien  | 5,73             | 235 (2022)                        | 41                 | modifier les données · modifier les données |
| Saint-Clément-sur-Valsonne     | 69188      | CA de l'Ouest Rhodanien  | 14,51            | 904 (2022)                        | 62                 | modifier les données · modifier les données |
| Saint-Forgeux                  | 69200      | CA de l'Ouest Rhodanien  | 22,27            | 1 538 (2022)                      | 69                 | modifier les données · modifier les données |
| Saint-Just-d'Avray             | 69217      | CA de l'Ouest Rhodanien  | 17,50            | 743 (2022)                        | 42                 | modifier les données · modifier les données |
| Saint-Marcel-l'Éclairé         | 69225      | CA de l'Ouest Rhodanien  | 11,88            | 568 (2022)                        | 48                 | modifier les données · modifier les données |
| Saint-Romain-de-Popey          | 69234      | CA de l'Ouest Rhodanien  | 17,02            | 1 703 (2022)                      | 100                | modifier les données · modifier les données |
| Sarcey                         | 69173      | CC du Pays de L'Arbresle | 9,99             | 979 (2022)                        | 98                 | modifier les données · modifier les données |
| Les Sauvages                   | 69174      | CA de l'Ouest Rhodanien  | 12,55            | 621 (2022)                        | 49                 | modifier les données · modifier les données |
| Valsonne                       | 69254      | CA de l'Ouest Rhodanien  | 18,25            | 994 (2022)                        | 54                 | modifier les données · modifier les données |
| Vindry-sur-Turdine             | 69157      | CA de l'Ouest Rhodanien  | 23,87            | 5 283 (2022)                      | 221                | modifier les données · modifier les données |
| Canton de Tarare               | 6910       |                          | 269,25           | 29 551 (2022)                     | 110                | modifier les données                        |

## Démographie

### Démographie avant 2015

#### Évolution démographique
| 1962   | 1968   | 1975   | 1982   | 1990   | 1999   | 2006   | 2011   | 2012   |
| ------ | ------ | ------ | ------ | ------ | ------ | ------ | ------ | ------ |
| 19 146 | 19 181 | 19 206 | 19 170 | 20 246 | 20 901 | 22 373 | 22 924 | 22 845 |

#### Âge de la population
La pyramide des âges, à savoir la répartition par sexe et âge de la population, du canton de Tarare en 2009 ainsi que, comparativement, celle du département du Rhône la même année sont représentées avec les graphiques ci-dessous.
La population du canton comporte 49 % d'hommes et 51 % de femmes. Elle présente en 2009 une structure par grands groupes d'âge similaire à celle de la France métropolitaine. 
Il existe en effet 111 jeunes de moins de 20 ans pour cent personnes de plus de 60 ans, soit un indice de jeunesse de 1,11, alors que pour la France cet indice est de 1,06. L'indice de jeunesse du canton est par contre inférieur à celui  du département (1,22) et à celui de la région (1,15).
| Hommes | Classe d’âge | Femmes |
| ------ | ------------ | ------ |
| 0,2    | 90 ans ou +  | 1,3    |
| 7,2    | 75 à 89 ans  | 10,8   |
| 13,6   | 60 à 74 ans  | 14,3   |
| 19,8   | 45 à 59 ans  | 18,6   |
| 21,2   | 30 à 44 ans  | 20,1   |
| 17,1   | 15 à 29 ans  | 15,2   |
| 20,9   | 0 à 14 ans   | 19,7   |

| Hommes | Classe d’âge | Femmes |
| ------ | ------------ | ------ |
| 0,3    | 90 ans ou +  | 1,0    |
| 5,6    | 75 à 89 ans  | 8,6    |
| 12,1   | 60 à 74 ans  | 12,6   |
| 18,1   | 45 à 59 ans  | 18,3   |
| 21,3   | 30 à 44 ans  | 19,9   |
| 22,6   | 15 à 29 ans  | 21,9   |
| 19,9   | 0 à 14 ans   | 17,8   |

### Démographie depuis 2015
En 2022, le canton comptait 29 551 habitants, en évolution de +3,65 % par rapport à 2016 (Rhône : +4,34 %, France hors Mayotte : +2,11 %).
| 2013   | 2018   | 2022   |
| ------ | ------ | ------ |
| 28 048 | 28 869 | 29 551 |